# Jagdgeschwader 102
Das Jagdgeschwader 102 (JG 102) war ein Verband der Luftwaffe der Wehrmacht im Zweiten Weltkrieg, der überwiegend der Ausbildung von Jagdpiloten diente.

## Geschichte
Das Jagdgeschwader 102 wurde am 25. Februar 1943 aus der Jagdfliegerschule 2 auf dem Fliegerhorst Zerbst aufgestellt und bestand zunächst aus dem Geschwaderstab und der I. Gruppe.  Am 15. Oktober 1944 erhielt das Geschwader eine II. Gruppe mit vier Staffeln, die auf dem Fliegerhorst Haderslev im deutschbesetzten Dänemark stationiert war. Es war der 2. Fliegerschul-Division der Luftflotte 10 unterstellt. Im April 1945 wurde das Geschwader aufgelöst.

## Kommandeure

### Geschwaderkommodore
| Dienstgrad     | Name               | Zeit                               |
| -------------- | ------------------ | ---------------------------------- |
| Oberstleutnant | Jürgen Roth        | 25. Februar 1943 bis 31. Juli 1944 |
| Major          | Karl-Heinz Schnell | 1. August 1944 bis 15. März 1945   |

### Gruppenkommandeure
I. Gruppe
- Hauptmann Leo Eggers, 25. Februar 1943 – 9. März 1943[5]
- Major Hans Knauth, 10. März 1943 – 10. September 1944[6]
- Hauptmann Helmut Haugk, 11. September 1944 – 16. April 1945[7]

II. Gruppe
- Hauptmann Breigner, Dezember 1944 – 15. März 1945[8]